# Creu de terme (Ulldemolins)
La Creu de terme és una obra d'Ulldemolins (Priorat) inclosa a l'Inventari del Patrimoni Arquitectònic de Catalunya.

## Descripció
La creu de terme d'Ulldemolins antigament se situava al camí de Lleida, al costat del cementiri actual. Avui dia es troba en una capella de la parròquia de Sant Jaume Apòstol d'Ulldemolins.
En una banda hi ha la imatge de la Verge amb el nen Jesús i per l'altre, Crist crucificat. La creu està sobre un capitell molt treballat hexagonal, en una cara hi ha les inicials de qui la va fer construir, Mn. Francesc Nebot, natural del poble, que va exercir el seu ministeri a Valls.